# Contea di Huachi
La contea di Huachi (华池县S, Huáchí XiànP) è una contea della Cina, situata nella provincia del Gansu.